# Phyllidiopsis
Phyllidiopsis är ett släkte av snäckor. Phyllidiopsis ingår i familjen Phyllidiidae.
Kladogram enligt Catalogue of Life:
| Phyllidiopsis | \| \| Phyllidiopsis berghi \| \| \| \| \| \| Phyllidiopsis blanca \| \| \| \| \| \| Phyllidiopsis papilligera \| \| \| \| |
|               | \| \| Phyllidiopsis berghi \| \| \| \| \| \| Phyllidiopsis blanca \| \| \| \| \| \| Phyllidiopsis papilligera \| \| \| \| |
|               | Ceratophyllidia |
|               | |
|               | Phyllidiella |
|               | |
|               | Phyllidiopsis berghi |
|               | |
|               | Phyllidiopsis blanca |
|               | |
|               | Phyllidiopsis papilligera                                                                                                 |
|               | |

|  | Phyllidiopsis berghi      |
|  |                           |
|  | Phyllidiopsis blanca      |
|  |                           |
|  | Phyllidiopsis papilligera |
|  |                           |